# Ellen Ehk Åkesson
Ellen Ehk Åkesson, född 1976 i Nybro, är en svensk konstnär verksam inom keramik, brons och glas.

## Biografi

### Utbildning
Ehk Åkesson studerade keramik vid Högskolan för design och konsthantverk (HDK) i Göteborg 1997–2002. Hon avlade en magisterexamen i tillämpad konst med inriktning på keramik. 

### Konstnärlig verksamhet
Efter examen etablerade sig Ehk Åkesson som konstnär inom keramik och brons. 
Hon har deltagit i flera utställningar, bland annat på Galerie NeC i Paris 2024 med utställningen I Remember a River. Hon har även ställt ut på Berg Gallery i Stockholm och Galleri Anna H i Göteborg.
År 2016 donerades verket Black Moss Bowl av Nationalmusei Vänners Bengt Julins stiftelse till Nationalmuseum. Verket ingår i museets permanenta utställning för samtida konst.

### Samarbeten
Ehk Åkesson har samarbetat med Kosta Boda och producerat konstglasverk som Berry Tales och Wonderland, inspirerade av svampar och skogsmiljöer. Sommaren 2023 deltog hon i en grupputställning på Sollidens slott, där hon visade verk i glas, trä och stål.

### Offentliga verk
Bland hennes offentliga verk finns skulpturer vid Polishögskolan vid Södertörns högskola samt en bronsstol placerad i Gröndal i Stockholm.